# M113
M113 (англ. Armoured Personnel Carrier M113) — бронетранспортёр (БТР) США. Разработан в 1957—1959 годах. Запущен в серийное производство в январе 1960 года; производство продолжалось до 2007 года. Длительное время оставался основным бронетранспортёром США, в значительных количествах поставлялся также в другие страны и использовался во множестве вооружённых конфликтов. 
Общее количество выпущенных бронетранспортёров M113, включая машины на его базе, составило более 88 000 единиц. По состоянию на 2022 год, используются более чем в 44 странах мира, включая США, хотя и постепенно вытесняется более современными машинами.

## История создания
В годы Второй мировой войны стандартными бронетранспортёрами войск США являлись полугусеничные M2 и M3. Однако опыт боевых действий выявил принципиальные недостатки машин такого типа — недостаточную проходимость на пересечённой местности и недостаточную защищённость, повышению которой препятствовала невозможность дальнейшего возрастания массы и снижения проходимости бронетранспортёра. Уже с осени 1944 года была начата разработка новой машины на гусеничном шасси, однако процесс поиска удачной конструкции затянулся более чем на десять лет. Созданный в 1945 году M44 оказался слишком велик для принятой к тому времени доктрины, диктовавшей использование бронетранспортёров, вмещавших одно отделение пехоты. Созданный в 1946—1951 годах M75 оказался слишком дорог и был выпущен сравнительно малой серией. Разработанный в 1951—1953 годах ему на замену M59 стоил втрое дешевле, но армия сочла его слишком тяжёлым и малоподвижным из-за использования дешёвого, но недостаточно мощного коммерческого автомобильного двигателя, а также имевшим малый запас хода. Поэтому, хотя с 1952 по 1960 год было произведено, за неимением лучшего, в общей сложности около 8100 M75 и M59, уже в 1954 году были начаты работы по созданию их замены.
В июне 1954 года Детройтским арсеналом была начата предварительная проработка серии лёгких бронемашин на универсальном шасси, которые были бы не только аэротранспортабельны, но и могли бы десантироваться парашютным методом. 30 сентября 1954 года армией были выданы тактико-технические задания на разработку двух семейств бронетранспортёров: более тяжёлого, массой 16 000 фунтов, предназначенного для перевозки отделения из 10 пехотинцев, чья база могла бы служить для создания различных специализированных вариантов, и лёгкого, массой 8000 фунтов, предназначенного для разведки и могущего служить базой для установки противотанкового вооружения. Оба бронетранспортёра должны были плавать; тип движителя не оговаривался, но работы по колёсному варианту тяжёлого бронетранспортёра был прекращены к 1955 году. Эскизные макеты различных вариантов бронетранспортёров были представлены армии в июне 1955 года, к тому времени проект гусеничной версии тяжёлого бронетранспортёра был доработан, чтобы нести 12 человек, помимо водителя. Протоколом от 5 января 1956 года утвердил разработку и уточнил тактико-технические требования для трёх машин: более тяжёлого гусеничного бронетранспортёра T113, лёгкого гусеничного бронетранспортёра T114, будущего M114, а также T115, разработка которого не зашла в итоге дальше создания макета.
Новшеством в конструкции T113 должна была стать броня из алюминиевого сплава. Её применение было вызвано инициативой производителей алюминия, спрос на который после окончания Корейской войны резко снизился, и в попытке найти новые рынки сбыта, производители представили армии образцы брони на основе алюминия. В мае 1956 года фирме Food Machinery and Chemical Corporation (FMC) был выдан заказ на разработку T113 и постройку прототипов. Для сравнительной оценки всех вариантов, с учётом предыдущего опыта, были заказаны сразу 16 прототипов: десять бронетранспортёров, два самоходных 81-мм миномёта, три носителя ПТУР и одно базовое шасси. Восемь из этих прототипов должны были иметь алюминиевую броню и оснащаться стандартными армейскими двигателями воздушного охлаждения, тогда как остальные восемь — стальную броню и коммерческими автомобильными двигателями жидкостного охлаждения. Изготовленный FMC макет T113 был представлен армейской комиссии в октябре 1956 года, а в 1957 году фирмой были собраны первые прототипы бронетранспортёра. В общей сложности было изготовлено, по разным данным, три или пять прототипов с алюминиевой бронёй и двигателями AOSI-314-2 с воздушным охлаждением, сохранивших обозначение T113, и пять прототипов со стальной бронёй и автомобильным двигателем Ford Model 368-UC, получивших обозначение T117, чтобы избежать путаницы. Помимо этого, были изготовлены по одному стальному и алюминиевому броневому корпусу для испытаний обстрелом.
Сравнительные испытания T113 и T117, начавшиеся осенью 1957 года, показали, что алюминиевая броня обеспечивала несколько лучшую защиту по сравнению со стальной при действии бронебойных пуль и осколков осколочно-фугасных снарядов полевой артиллерии, а также была более эффективна в обеспечении жёсткости конструкции корпуса. Также корпус T113 оказывался более технологичным в производстве по сравнению со стальным. Помимо этого, T113 был на 750 кг легче T117, что и определило его итоговую победу. Испытания также выявили проблемы с обоими вариантами силовой установки — двигатель «Форд» проявлял склонность к перегреву, тогда как AOSI-314-2 не развивал заявленной мощности. Ещё одной проблемой стали ненадёжные гусеницы.
По итогам испытаний, к концу 1957 года требования военных к новому бронетранспортёру были пересмотрены. Помимо устранения недостатков T113, дополнительным требованием явилось максимально возможное удешевление машины, для чего было решено остановиться на коммерческом автомобильном двигателе. Помимо этого, военные требовали усиления брони даже ценой утяжеления бронетранспортёра, что в итоге вновь вылилось в создание двух вариантов — «лёгкого», с более слабым бронированием, массой 17 500 фунтов, предназначенного для вооружения воздушно-десантных подразделений и «тяжёлого», массой 24 000 фунтов, уровень броневой защиты которого должен был по меньшей мере не уступать M59, и предназначавшегося для вооружения бронетанковых войск. FMC было заказано изготовление четырёх прототипов каждого из вариантов, которым протоколом от 9 октября 1958 года были присвоены обозначения, соответственно, T113E1 и T113E2. Помимо них, было заказано по броневому корпусу каждого из вариантов, для испытаний обстрелом. Изготовление прототипов было завершено к ноябрю того же года. От T113 их отличали прежде всего изменённая конфигурация лобовой части корпуса и доработанная подвеска, применение двигателя Chrysler A710B и новой трансмиссии Allison TX-200 от грузовых автомобилей, а также более широкие гусеницы и увеличенный волноотражательный щиток. Единственное же отличие T113E1 от T113E2 заключалось в толщине бронирования. Сравнительные испытания прототипов продолжались до января 1959 года, после чего по их результатам армейской комиссией был сделан вывод, что T113E2 может выполнить обе роли, если его вес будет уменьшен ещё на 400 фунтов, что в ходе последовавшей доработки было достигнуто уменьшением толщины кормы и днища корпуса, а также днищ надгусеничных ниш. В таком виде T113E2 был протоколом от 2 апреля 1959 года принят на вооружение под обозначением M113 (англ. Armored Personnel Carrier M113).

## Серийное производство
Для подготовки к производству, были изготовлены, по разным данным, два или три предсерийных образца, после чего FMC был выдан первый заказ на поставку 900 M113. Производство нового бронетранспортёра было начато на заводе FMC в Сан-Хосе в январе 1960 года, а первые серийные машины сошли с конвейера в июне того же года. Серийное производство M113 первой модификации, без сколько-нибудь значительных изменений в конструкции, продолжалось вплоть до 1968 года. Всего было выпущено 14 813 машин этой модификации.
Работы по усовершенствованию M113 начались уже вскоре после его принятия на вооружение. Уже в июне 1959 года, ещё до начала серийного производства, FMC был выдан заказ на разработку варианта M113 с установкой коммерческого дизельного двигателя, в рамках общевойсковой программы по дизелизации бронетанкового парка, осуществлявшейся в тот период. После того, как предварительные проработки выявили двигатель General Motors 6V53 в качестве наиболее подходящего кандидата для установки в M113, FMC была заказана постройка трёх прототипов, получивших обозначение M113E1. Помимо нового двигателя, они получили и новую трансмиссию модели Allison XTG-90-2, которая имела меньшую массу, чем старая, за счёт избавления в ней от контролируемого дифференциала. Этим планировалось компенсировать бо́льшую массу дизельного двигателя по сравнению с бензиновым, но испытания прототипов, проведённые на Абердинском испытательном полигоне, выявили низкую надёжность трансмиссии. С учётом этого трансмиссия была доработана, получив обозначение XTG-90-2A, и новые испытания прототипов с ней продемонстрировали превосходство M113E1 над M113 во всех отношениях. За исключением новой силовой установки и изменённой конфигурации топливных баков, M113E1 не отличался от базового варианта.
FMC же, однако, основываясь на собственных проработках, настаивала на использовании в новой модификации коммерческой трансмиссии Allison TX-100 с автоматической коробкой передач, считая её более надёжной и дешёвой в производстве, чем XTG-90-2A. Поскольку применение этой трансмиссии требовало сохранения прежнего механизма поворота с контролируемым дифференциалом, общая масса силовой установки в этом варианте выходила большей и армия поначалу отказалась даже от постройки прототипа. Тем не менее, FMC удалось настоять на своём и получить заказ на изготовление трёх прототипов такого варианта, получившего обозначение M113E2, хотя, по некоторым данным, вначале сопротивление армии было настолько сильным, что FMC была вынуждена построить первый прототип с трансмиссией TX-100 за свой счёт. Сравнительные испытания обоих вариантов подтвердили правоту FMC, и протоколом от 16 мая 1963 года M113E2 был принят на вооружение под обозначением M113A1.
После выпуска двух предсерийных машин полномасштабное производство M113A1 началось на заводе FMC в конце 1964 года. Как и с M113, значительных изменений в конструкцию самого бронетранспортёра в ходе производства внесено не было, однако FMC параллельно выпускались комплекты различного назначения, могущие устанавливаться на серийные машины. Серийное производство M113A1 продолжалось вплоть до 1979 года, число машин, выпущенных по заказу ВС США как для собственных нужд, так и на экспорт, составило 23 576 единиц. Помимо этого, некоторое количество бронетранспортёров было выпущено FMC для самостоятельной продажи на экспорт. В этот период был также разработан ряд опытных вариантов M113A1, не принятых на вооружение. Так, на основе опыта боевых действий во Вьетнаме, в 1968 году был создан опытный образец с двойным усиленным днищем корпуса, улучшавшим выживаемость экипажа при подрыве на мине. Для устранения недостаточных водоходных качеств бронетранспортёра, один M113A1 был в опытном порядке оснащён водомётными движителями, устанавливавшимися снаружи на корме корпуса.
Следующая модификация появилась как результат программы по повышению надёжности M113 и его эксплуатационных характеристик в целом. В 1978 году были построены пять прототипов, получивших обозначение M113A1E1. На них была установлена новая силовая установка из двигателя 6V53T с турбонаддувом, развивавшего бо́льшую мощность, и трансмиссии X200-3 с гидростатическим механизмом поворота. Управление бронетранспортёром при помощи рычагов поворота было заменено рулевым колесом. Также была перекомпонована система охлаждения двигателя, что повысило её эффективность. В подвеску были включены торсионы повышенного сопротивления и добавлены амортизаторы на вторых катках. Это позволило увеличить ход катков и плавность хода бронетранспортёра, а также увеличило дорожный просвет с 400 до 430 мм. Помимо этого, внутренние топливные баки были заменены двумя внешними, заимствованными из разработанного ранее комплекта для повышения защищённости.
Заводские испытания прототипов были завершены в октябре 1978 года, за чем последовали войсковые испытания, завершившиеся в мае 1979 года. По их результатам был сделан вывод, что силовая установка требует дальнейшей доводки, но остальные изменения могли быть перенесены на серийные машины. Такой модернизированный вариант, с изменённой системой охлаждения и подвеской, был принят на вооружение под обозначением M113A2. Внешние топливные баки устанавливались на них опционально; помимо того, был разработан комплект дымовых гранатомётов для установки на бронетранспортёр. В результате всех изменений потяжелевший M113A2, даже без дополнительно увеличивавших его вес внешних баков, сохранил лишь остатки способности плавать. В связи с этим прорабатывалась идея использования надувных понтонов, но дальнейшего развития она не получила.
Развитие опробованных на M113A1E1 изменений продолжилось на M113A2E1. Прототипы этого варианта получили силовую установку RISE (англ. Reliability Improvements for Selected Equipment), помимо двигателя 6V53T включавшую в себя усовершенствованную трансмиссию X200-4, а позднее — X200-4, позволяющую в будущем устанавливать на бронетранспортёр двигатели мощностью до 350 л.с. без её замены. Помимо этого, защищённость новой модификации была повышена за счёт установки противоосколочного подбоя из композиционного материала на основе кевлара на внутренней стороне бортов. Для сохранения у ещё более потяжелевшей машины хотя бы остатков плавучести, волноотражательный щиток был заменён новым, водоизмещающим, который стал единственным заметным внешним признаком новой модификации. После испытаний и последующих доработок M113A2E1 был принят на вооружение под обозначением M113A3. Помимо этого, FMC разработала комплекты для замены на ранних модификациях M113 силовой установки целиком, либо только механизма поворота, вместе с установкой управления при помощи рулевого колеса.

## Модификации
Всего было выпущено около 80 000 версий M113, которые используются до сих пор. Большинство сегодняшних версий сильно отличаются от оригинальной модели, но все версии основаны на одной и той же машине от 1955 года. Модернизация и усовершенствования были необходимым шагом для поддержания активной эксплуатации этой машины, поскольку версии использовались более 50 лет; поэтому им приходилось идти в ногу с развитием технологий и вооружения, чтобы М113 мог успешно выдерживать все требования поля боя.
М113
Оригинальная версия, оснащенная бензиновым двигателем Chrysler 75M V8 мощностью 209 л.с. (156 кВт).
М113А1
Начиная с 1964 года бензиновый двигатель был заменен на дизельный двигатель 6V-53 Detroit Diesel мощностью 215 л.с. (160 кВт), чтобы воспользоваться преимуществами большей экономии топлива и меньшей пожароопасности дизельного двигателя. Суффикс "A1" использовался во всех вариантах для обозначения дизельного двигателя, то есть M106A1 был минометным носителем M106, оснащенным дизельным двигателем.
М113А2
В 1979 году были выполнены дальнейшие шаги по модернизации. Охлаждение двигателя было улучшено за счет изменения расположения вентилятора и радиатора. Более прочные торсионы увеличили дорожный просвет, а амортизаторы уменьшили последствия ударов о землю. Вес M113A2 был увеличен до 11 740 кг (25 880 фунтов). Поскольку дополнительный вес влиял на его надводный борт на плаву, от него больше не требовалось быть амфибией. Также были добавлены четырехствольные дымовые гранатометы. Суффикс "A2" используется во всех вариантах для обозначения обновления до стандарта A2.
М113А3
В 1987 году были введены дальнейшие улучшения для «повышенного выживания» на поле боя. Это включало вилку для рулевого управления вместо боковых, педаль тормоза, более мощный двигатель (6V-53T Detroit Diesel с турбонаддувом) и внутренние противоосколочные вкладыши для улучшенной защиты. Снаружи по обеим сторонам задней аппарели были добавлены бронированные топливные баки, что освободило 0,45 кубических метра (16 кубических футов) внутреннего пространства. Суффикс "A3" используется во всех вариантах для обозначения обновления до стандарта A3.

## Тактико-технические характеристики
| ТТХ основных модификаций M113        |                                                                                       |                                                                                          |                                                                                          | |
|                                      | M113                                                                                  | M113A1                                                                                   | M113A2                                                                                   | M113A3 |
| Размеры                              |                                                                                       |                                                                                          |                                                                                          | |
| Длина, м                             | 4,86                                                                                  | 4,86                                                                                     | 4,86—5,30                                                                                | 5,30 |
| Ширина, м                            | 2,69                                                                                  | 2,69                                                                                     | 2,69                                                                                     | 2,69—3,05                                                                                                 |
| Высота, м                            | 2,50                                                                                  | 2,50                                                                                     | 2,52                                                                                     | 2,52—2,55                                                                                                 |
| Масса без нагрузки, т                | 9,13                                                                                  | 9,45                                                                                     | 9,91—10,31                                                                               | 10,82 |
| Боевая масса, т                      | 10,37                                                                                 | 8,54—10,91                                                                               | 11,33—11,72                                                                              | 10,02—12,32—14,04                                                                                         |
| Подвижность                          |                                                                                       |                                                                                          |                                                                                          | |
| Двигатель                            | карбюраторный 8-цилиндровый V-образный жидкостного охлаждения Chrysler 75M, 215 л. с. | дизельный 6-цилиндровый V-образный жидкостного охлаждения General Motors 6V53, 212 л. с. | дизельный 6-цилиндровый V-образный жидкостного охлаждения General Motors 6V53, 212 л. с. | дизельный 6-цилиндровый V-образный жидкостного охлаждения с турбонаддувом General Motors 6V53T, 275 л. с. |
| Удельная мощность, л. с./т           | 18,8                                                                                  | 17,6                                                                                     | 16,4—17,0                                                                                | 17,7—20,2                                                                                                 |
| Максимальная скорость по шоссе, км/ч | 64                                                                                    | 64                                                                                       | 64                                                                                       | 64 |
| Максимальная скорость на плаву, км/ч | 5,6                                                                                   | 5,8                                                                                      | 5,8                                                                                      | 5,8 |
| Запас хода по шоссе, км              | около 320                                                                             | около 480                                                                                | около 480                                                                                | около 480                                                                                                 |
| Удельное давление на грунт, кг/см²   | 0,51                                                                                  | 0,53                                                                                     | 0,55—0,57                                                                                | 0,60—0,69                                                                                                 |
| Преодолеваемый подъём, град.         | 30                                                                                    | 30                                                                                       | 30                                                                                       | 30 |
| Преодолеваемая стенка, м             | 0,6                                                                                   | 0,6                                                                                      | 0,6                                                                                      | 0,6 |
| Преодолеваемый ров, м                | 1,67                                                                                  | 1,67                                                                                     | 1,67                                                                                     | 1,67 |
| Преодолеваемый брод, м               | плавает                                                                               | плавает                                                                                  | плавает                                                                                  | 1,02 |

## Описание конструкции
M113 имеет стандартную переднемоторную компоновку, с размещением моторного отделения в правой лобовой части, трансмиссионного отделения в лобовой оконечности, отделения управления в лобовой части слева, а объединённого боевого и десантного отделения — в кормовой части машины. Экипаж M113 состоит из двух человек: механика-водителя и командира, помимо них бронетранспортёр может штатно перевозить одиннадцать десантников.

### Броневой корпус
Броневой корпус M113 представляет собой жёсткую коробчатую конструкцию, собираемую при помощи сварки из катаных плит алюминиевой брони по военным техническим условиям MIL-A-46027(MR) на основе сплавов (алюминий — магний — марганец) 5083 и 5086 в нагартованном состоянии, толщиной 12, 29, 32, 38 и 44 мм. Лобовая часть корпуса состоит из двух 38-мм плит, верхней и нижней, расположенных под наклоном к вертикали, соответственно, 45° и 30°. Лобовая часть корпуса в базовой конфигурации в пределах угла безопасного маневрирования обеспечивает защиту от 12,7-мм бронебойных пуль с дистанции 200 м. Борта имеют надгусеничные ниши по всей длине корпуса и собираются каждый из вертикального верхнего листа толщиной 44 мм, надгусеничной полки толщиной 12 мм и вертикального нижнего листа, толщина которого составляет 32 мм, так как он в основном закрыт ходовой частью, обеспечивающей дополнительную защиту. Кормовая часть корпуса состоит из собственно кормового листа толщиной 32 мм, расположенного под наклоном в 9° и кормовой двери из листа той же толщины, имеющего наклон в 8°. Крыша и днище корпуса состоят из листов толщиной, соответственно, 38 и 29 мм. Такая базовая конфигурация корпуса оставалась неизменной на модификациях M113, M113A1 и M113A2. На M113A3 была введена дополнительная защита днища корпуса, состоявшая из стальных листов, а также предусмотрены крепления для навесной брони в виде экранов из разнотвёрдой стальной брони DPSA, отстоящих от основного корпуса, штатный комплект которой, применяющийся войсками США, обеспечивает круговую защиту от бронебойных пуль 14,5-мм пулемёта. При этом лобовая проекция машины не поражается 20-мм бронебойным снарядом APIT (DM43) пушки M139 с дистанции 200 м.
Моторно-трансмиссионное отделение отделено от остальных противопожарной перегородкой, сообщение между десантным отделением и отделением управления свободное. Механик-водитель и командир машины имеют индивидуальные сиденья, регулируемые по высоте для вождения с обзором через верхние люки. Десять из десантников размещаются на двух складных скамьях по бортам машины, лицом к оси машины, тогда как одиннадцатый десантник располагается на отдельном съёмном сиденье в центре отделения, лицом к корме. Со сложенными скамьями и убранным центральным сиденьем, десантное отделение может применяться для перевозки грузов общим объёмом до 6,54 м³.
Для посадки и высадки, механик-водитель и командир имеют индивидуальные круглые люки в крыше корпуса над своими местами. Для посадки и высадки десанта служит большая откидывающаяся вниз дверь-аппарель в корме машины, через которую пехотинцы могут оперативно покидать бронетранспортёр сразу по двое. Дверь опускается и поднимается при помощи гидравлического привода, управляемого с места водителя, также в ней имеется обычная открывающаяся вбок дверь меньшего размера. В крыше корпуса над десантным отделением имеется квадратный грузовой люк, откидывающийся назад. Ещё один люк, в верхнем лобовом листе, служит для обслуживания и демонтажа двигателя и трансмиссии, помимо него в крыше корпуса имеются несколько меньших лючков. Крышу корпуса над моторным отделением занимают жалюзи воздухозаборника двигателя и вывода нагретого воздуха от системы охлаждения. Поскольку M113 ранних модификаций были плавающими, все люки и лючки корпуса снабжены резиновыми уплотнениями.

### Вооружение
Вооружение M113 в варианте бронетранспортёра состоит из одного 12,7-мм пулемёта M2HB. Пулемёт размещается на командирской башенке в турельной установке, позволяющей ему круговой обстрел при углах возвышения от −21° до +53°. Боекомплект пулемёта состоит из 2000 патронов в лентах по 100 штук.

### Средства наблюдения и связи
Конфигурация смотровых приборов M113 оставалась неизменной на всём протяжении серийного производства. Механик-водитель и командир в небоевых условиях могли осуществлять наблюдение через свои люки. Для обзора же в боевых условиях, механик-водитель имел четыре перископических смотровых прибора M17, устанавливавшиеся вокруг его люка и обеспечивавшие ему наблюдение за лобовым и левым бортовым сектором. Для вождения ночью, в крышке его люка мог устанавливаться инфракрасный перископический прибор ночного видения M19. Командир бронетранспортёра имел в своём распоряжении пять смотровых приборов M17 в командирской башенке, обеспечивавшей ему круговой обзор. Остальные члены экипажа каких-либо средств наблюдения не имели.
Для внешней связи, на различных модификациях M113 и в зависимости от задач, устанавливались радиостанции моделей AN/GRC-3—8, AN/VRC-24, AN/GRC-19, AN/VRQ-1—3, AN/PRC-8—10, AN/GRR-5 или AN/VRC-12. Для внутренней связи на всех модификациях M113 устанавливалось танковое переговорное устройство AN/UIC-1 на двух абонентов, механика-водителя и командира.

### Ходовая часть
Ходовая часть M113 оставалась неизменной за всё время его производства. С каждого борта ходовая часть бронетранспортёра состоит из пяти двойных обрезиненных катков диаметром 610 мм, двойного обрезиненного ленивца диаметром 533 мм и двойного ведущего колеса. Подвеска опорных катков — индивидуальная, торсионная, первый и последний катки снабжены также гидравлическими амортизаторами. Стандартные гусеницы M113, модели T130E1 — стальные, одногребневые, со съёмными асфальтоходными резиновыми подушками, шириной 381 мм и с шагом 152 мм. Левая гусеница M113 состоит из 63 траков, а правая — из 64. Кроме них, на M113A2 и M113A3 применяются также гусеницы T150 — двухгребневые, шириной 376 мм, с резиновыми подушками. Натяжение траков регулируется изменением положения ленивца при помощи гидравлического привода. Гусеницы служат также и в качестве водоходного движителя, на плаву M113 перемещается за счёт их перемотки.

## Машины на базе M113

### Бронетранспортёры
- M113 «Zelda» — израильская модификация, адаптированная к климатическим условиям Ближнего Востока, имеются крепления для установки одного 12,7-мм пулемёта и четырёх 7,62-мм пулемётов[35], а на модели «Zelda 2» также установлен комплект динамической защиты «Toga»[36].
- M113 «NAGMAN» — более поздняя израильская модификация M113, помимо комплекта «Toga» на БТР установлены открытая сверху башенка со стеклоблоками и дымовые гранатомёты IS-10.
- M113 с комплектом защиты L-VAS — израильская модификация, созданная IMI Slavin[37].
- в 2008 году австралийская компания «Теникс дефенс» начала программу модернизации 350 бронетранспортёров M113A1, находившихся на вооружении австралийской армии. На машины установили дополнительное бронирование, противокумулятивные экраны и навигационную систему GPS. В целом 21 машина была модернизирована до уровня M113AS3 (за счёт установки брони масса увеличилась до 15 тонн) и 329 машин — до уровня M113AS4 (за счёт установки брони масса увеличилась до 18 тонн)[38]
- M113G3DK - датская модификация M113A1 проведённая немецкой компанией Flensburger Fahrzeugbau Gesellschaft (FFG).  Для повышения уровня баллистической и противоминной защиты его дополнил накладными стальными деталями системы на лбу, бортах и днище. На лбу корпуса появился блок дымовых гранатометов. Из-за дополнительной брони машина потяжелела до 15 т. Штатный двигатель и трансмиссию заменили новым единым силовым блоком с возможностью быстрой замены в полевых условиях. Блок выполнили на основе дизельного двигателя MTU 6V 183 TC22 мощностью 300 л.с. и трансмиссии ZF LSG 1000. Внедрили новую систему управления и торможения, что повысило безопасность вождения. Также разработали усиленную ходовую часть, максимально похожую на исходную. К ней прилагались новые гусеницы. При перестройке M113A1 в M113G3DK десантное отделение не переделывалось. Вооружение и средства связи оставались прежними.
- M113G3DK EX - Датская модификация M113A1 идентичная M113G3DK, но с удлинённым на 600 мм корпусом и установкой дополнительной пары опорных катков. За счет этого увеличили полезный объем корпуса и количество мест для десанта.
- M113G4DK - дальнейшие развитие M113G3DK, установлена новая противоминная защита на днище, металлическую гусеницу из проекта «G3DK» заменили резиновой, внедрили новые сиденья экипажа и десанта.
- YPR-765 - модификация для ВС Нидерландов

### БМП
- в 2000 году американская компания «United Defence» разработала проект переоборудования M113 в лёгкую БМП для вооружённых сил Новой Зеландии. На опытный образец бронетранспортёра установили башню с 25-мм автоматической пушкой M242 и спаренным 7,62-мм пулемётом M240G, дополнительное бронирование и дизельный двигатель 6V-53TIA. В результате масса машины увеличилась до 18 тонн[39].

### Командно-штабные машины
Разработка командно-штабной машины на базе M113 началась параллельно с последними стадиями создания бронетранспортёра, в 1959 году. Разработанная в спешном порядке, ввиду острой необходимости в такой машине, она была принята на вооружение в марте 1963 года под обозначением M577. Наиболее заметным внешним отличием командно-штабной машины является надстройка над боевым отделением, увеличивающая его высоту на 640 мм. Штатный экипаж M577, помимо водителя, включает в себя четверых членов штаба. Дополнительное оборудование включает в себя различные радиостанции, дополнительные генераторы для их питания, столы и планшеты для карт. При необходимости, дополнительное пространство для штаба может быть образовано тентом, устанавливающимся позади машины.
Серийное производство M577 началось ещё до принятия на вооружение, в ноябре 1962 года; всего в 1962—1964 годах было выпущено 944 машины этой модификации. С появлением M113A1 командно-штабная машина в 1963 году была переведена на его базу, получив обозначение M577A1, всего было выпущено не менее 1225 единиц этой модификации. С 1979 года M577 был переведён на базу нового M113A2, получив, соответственно, обозначение M577A2. Ко времени появления M113A3, производство M577 уже не велось, но в 1994 году была начата программа модернизации уже выпущенных машин, после установки силовой установки RISE получавших обозначение M577A3. Ещё одним вариантом модернизации M577 стал M1068, представляющий собой командно-штабную машину на базе M577A2, оснащённую информационно-управляющей системой ATCCS (англ. Army Tactical Command and Control System — «тактическая информационно-управляющая система армии»). Модернизированные путём установки силовой установки RISE машины получили, соответственно, обозначение M1068A3.
Были разработаны и другие варианты командно-штабных машин, такие как XM577A4, представляющий собой удлинённый M577 с шестью опорными катками и силовой установкой RISE. Помимо базового варианта командно-штабной машины, предполагалась разработка и ряда других специализированных вариантов. Была также разработана командно-штабная машина на базе M113, мало отличавшаяся внешне от базового бронетранспортёра, что повышало её выживаемость на поле боя, но на вооружение она также принята не была.

### Носители вооружений

#### Самоходные миномёты
Самоходные миномёты на базе стандартного армейского бронетранспортёра производились в США ещё со времён полугусеничных машин периода Второй мировой войны, и с разработкой нового бронетранспортёра, в октябре 1956 года параллельно начались и работы по созданию его миномётных вариантов. Первыми из них, принятыми на вооружение в 1964 году, были M125, использовавший 81-мм миномёт M29, и M106, использовавший 107-мм миномёт M30. Поскольку к тому времени на вооружение был принят модернизированный M113A1, обе САУ в 1965 году были переведены на его базу, получив обозначения, соответственно, M125A1 и M106A1. M125 поступил в серийное производство только в варианте M125A1, всего было выпущено 2252 машины этого типа. Заказ на производство M106 же был выдан ещё до принятия на вооружение, и было выпущено 860 машин этого варианта до перехода на M106A1, произведённого в количестве 1316 единиц. С появлением M113A2 обе САУ были переведены на его базу, получив обозначения, соответственно, M125A2 и M106A2.
Оба самоходных миномёта в целом схожи по конструкции с базовыми бронетранспортёрами, отличаясь прежде всего другим листом крыши, с большим трёхстворчатым люком, усиленной конструкцией пола боевого отделения, в который идёт отдача миномёта при стрельбе и заменой сидений десантников на стеллажи с боекомплектом миномёта. Сами миномёты устанавливаются в центре боевого отделения на поворотной платформе, 107-мм имеет углы обстрела 46° влево и 43° вправо в кормовом секторе, тогда как 81-мм имеет круговой обстрел. Боекомплект M125A1 составляет 114 мин, M106 — 93, а M106A1 — 88. Миномёт может сниматься с транспортёра и вести огонь с земли. Позднее, на основе M106A2, был разработан M1064, использовавший 120-мм миномёт M121. С появлением модификации M113A3 M1064 был переведён на его базу, получив обозначение, соответственно, M1064A3.
В вооружённых силах других государств, использовавших эти САУ, порой устанавливались собственные стандартные армейские миномёты вместо образцов производства США. Так, в Германии устанавливались миномёты фирмы «Тампелла», в Швейцарии — M64, в Израиле — производства «Солтам», в Италии — фирмы «Томсон-Брандт».
- «Keshet» — израильский самоходный 120-мм миномёт на базе M113

#### Истребители танков
- M901 ITV — самоходная установка для пуска TOW, разработанная фирмой «Эмерсон» на шасси M113A1 для армии США, всего предусматривался выпуск 2,5 тыс. таких машин[49].

#### ЗСУ
- T249 — первый, опытный вариант ЗСУ на удлинённом шасси M113, вооружённый 37-мм пушкой Гатлинга, его разработка шла параллельно с базовым бронетранспортёром. В 1960 году были изготовлены и поступили на испытания три прототипа, однако на вооружение T249 не приняли[50].
- M163 VADS (англ. Vulcan Air Defence System — «Система противовоздушной обороны „Вулкан“») — второй вариант ЗСУ на стандартном шасси M113A1. Разработан в 1964—1965 годах, вооружён 20-мм пушкой Гатлинга M61 «Вулкан» с радиолокационным наведением и боекомплектом в 2000 выстрелов. Отличается увеличенной массой (12 тонн) и изменённым боевым отделением с лафетной установкой 20-мм пушки на его крыше. Башня открыта сверху, но имеет броневой щит для защиты наводчика со стороны задней полусферы. Помимо этого, M163 был оснащён системой блокировки шасси при стрельбе. В 1967 году началось серийное производство модификации M163A1 с доработанной установкой орудия[51]. Позднее, с появлением M113A2, ЗСУ была переведена на его базу. Разрабатывались также различные варианты модернизации M163, обычно включавшие в себя более современные системы наведения и установку малогабаритных зенитных ракет, например «Стингер»[52].

Ряд государств, имевших на вооружении M113, также создавали на его базе ЗСУ собственной разработки. Наиболее крупной программой стала ADATS, совместная разработка швейцарской фирмы «Эрликон» и американской «Мартин Мариэтта». Комплекс ADATS включал 25-мм автоматическую пушку и восемь пусковых установок универсальных ракет, помимо воздушных целей способных бороться с наземной бронетехникой. Комплекс ADATS мог быть установлен как на стандартном M113, так и на других платформах (прежде всего M2/M3 «Брэдли»). Основным заказчиком ADATS должны были стать США, однако из-за проблем с финансированием они были вынуждены отказаться от этой программы, и единственным оператором ADATS на шасси M113 стала Канада, для которой в 1988—1994 годах были произведены 36 машин.
- SIDAM-25 — итальянская установка, созданная в начале 1980-х годов[55]. Масса — 12,5 тонн. Вооружена счетверённой 25-мм пушкой KBA с боекомплектом 640 осколочных и 30 бронебойных снарядов[56]. Серийное производство SIDAM-25 началось в конце 1980-х годов, всего было выпущено, по меньшей мере 64 машины[57].

- «Синай-23» — египетская ЗСУ, разработанная в 1986 году. Вооружение состоит из спаренной 23-мм пушки ЗУ-23-2 и трёх зенитных ракет. Переоборудование бронетранспортёров в ЗСУ осуществлялось в 1989—1994 годах, всего было выпущено 45 машин[58].

#### ЗРК
- XM546 «Молер» — в 1960-х годах на базе M113 был разработан самоходный ЗРК, вооружённый батареей из девяти одноимённых ракет, размещавшейся на удлинённом шасси M113. В связи со сложностью, дороговизной и появлением более дешёвых альтернатив, в конце 1960-х годов работы по XM546 были прекращены и в серийное производство он не пошёл, в отличие от различных ЗРК на базе M548[59].

### Инженерные и ремонтно-эвакуационные машины
- MTAB — мостоукладчик, разработанный для использования во Вьетнаме (где применение танковых мостоукладчиков было затруднено). В 1968 году было выпущено 30 машин, из них 24 направили во Вьетнам.

## Боевое применение

### Вьетнамская война
Ареной наиболее длительного и активного боевого применения M113 стала Вьетнамская война. С 1961 года, когда увеличилась вовлечённость США в войну, было решено снабдить войска Южного Вьетнама, до этого вооружённые лишь бронетехникой времён Второй мировой войны, современными боевыми машинами. Выбор пал на M113, и в марте 1962 года во Вьетнам были перенаправлены предназначавшиеся для войск в Европе 32 машины, что позволило укомплектовать ими две полных роты мотопехоты. В 1962 году обе роты вели боевые действия в районе дельты Меконга, во многом носившие характер фронтовых испытаний. Первый опыт их боевого применения продемонстрировал высокую эффективность нового вооружения, в том числе высокую подвижность M113, даже когда им приходилось вести бои в малопроходимых рисовых полях. Для партизан НФОЮВ применение нового бронетранспортёра оказалось неожиданностью, и поначалу они несли тяжёлые потери в боевых столкновениях с ними. За июнь-сентябрь 1962 года две роты на M113 уничтожили 502 вьетконговцев, потеряв 4 солдат убитыми. Но в дальнейшем, по мере накопления опыта, они начали стараться действовать на местностях, малопроходимых даже для M113 и использовать против него более тяжёлое вооружение. Эффективным оказался и сосредоточенный огонь по стрелку из пулемёта.
На практике, принятая США доктрина использования бронетранспортёров, рассматривавшая их лишь как средство доставки пехоты на поле боя, где они должны были вести бой спешившись, для Вьетнама оказалась непригодна. Спешившаяся пехота резко утрачивала подвижность и защищённость бронетранспортёра и не могла адекватно среагировать на боевую обстановку, поэтому стандартной тактикой стало ведение боя не спешиваясь, когда командир бронетранспортёра занимался поражением удалённых или танкоопасных целей из своего 12,7-мм пулемёта, в то время как пехотинцы вели огонь из личного оружия, стоя в открытом грузовом люке. Это, в свою очередь, потребовало и внесения изменения в конструкцию бронетранспортёра, прежде всего требовалось броневое прикрытие для командира при стрельбе из пулемёта, а также общее повышение огневой мощи бронетранспортёра.
После первого удачного опыта, Южному Вьетнаму были направлены дополнительные бронетранспортёры, а с 1965 года во Вьетнам начали прибывать регулярные войска США, также с собственными M113, но число последних было поначалу незначительным. Морская пехота, на чью долю приходилась большая часть бронетехники, использовала бронетранспортёры LVTP5. Армия же, из-за ограничений, продиктованных как политическими причинами, так и сомнениями командования в эффективности применения бронетехники в условиях Вьетнама, смогла привезти с собой лишь один эскадрон M113 и танков M48, но и на его использование были наложены многочисленные ограничения.
В войсках вооружение M113 нередко усиливалось путём установки дополнительных вооружений, включавших в себя 7,62-мм пулемёт Гатлинга M134, дополнительные 12,7-мм пулемёты M2, или различные безоткатные орудия калибром от 57 до 106 мм. Распространена также была установка импровизированных щитков для пулемёта командира. На основе подобных переделок были разработаны комплекты «A» и «B» и аналогичная им по конструкции модификация ACAV, ставшие единственным стандартизованным в войсках США вариантом подобного усиления.
В 1971 году, южновьетнамские войска попытались вторгнуться на территорию Лаоса, где столкнулись с обороной северовьетнамцев, усиленной танками ПТ-76 и Т-54. От танкового огня южновьетнамцы потеряли больше 30 БТР и начали паническое отступление, в ходе которого бросили ещё 80 бронетранспортёров M113.
Помимо США и Южного Вьетнама, M113 использовались и рядом их союзников. Наиболее активно из них использовали бронетехнику австралийские и объединённые с ними новозеландские войска. Первые австралийские бронетанковые эскадроны прибыли во Вьетнам в 1967 году и в дальнейшем использовались в основном в прибрежном районе к юго-востоку от Сайгона. Часто австралийские бронетанковые подразделения использовали тактику «молота и наковальни», зажимая противника между наступающими танками и занимавшими оборонительные позиции бронетранспортёрами с пехотой. В австралийских войсках также были распространены полевые модификации M113, помимо обычных дополнительного оружия и щитков включавшие в себя установку башен с бронеавтомобилей «Саладин» с 76-мм пушкой и V-100 со спаренными 7,62-мм пулемётами. Кроме них, M113 в значительно меньших количествах использовались таиландскими и южнокорейскими войсками, а также филиппинскими, но последние использовали их лишь как патрульные машины.
Широко известный бой с участием M113 произошёл во время сражения за Лок Нинх в 1972 году. 4 апреля, на помощь осаждённому городу были отправлены несколько десятков южновьетнамских танков M41 и БТР M113. Не успев доехать до города пять километров, они попали в засаду северовьетнамских танков Т-54 и ПТ-76 и практически все были уничтожены. В ходе танковой засады был уничтожен 31 бронетранспортёр M113.
БТР M113 стали последними гусеничными машинами, уничтоженными в ходе войны: 30 апреля 1975 года северовьетнамские Т-54 ворвались в Сайгон, и, сметая всё на своём пути, подстрелили четыре последних бронетранспортёра.
Всего для южновьетнамской армии из США было отправлено не менее 2231 бронетранспортёра M113, все из которых были либо уничтожены, либо захвачены. Только в ходе весеннего наступления весной 1975 года АЮВ потеряла 1381 бронетранспортёр M113. После поражения Южного Вьетнама несколько сотен трофейных бронетранспортёров M113 встали на вооружение народной армии объединённого Вьетнама. Потери бронетранспортёров американской армии неизвестны.
Как выяснилось во время войны, М113 уязвимы для огня лёгких плавающих советских танков ПТ-76, гранатометов РПГ-5, РПГ-7. Уязвимость машины выявлена сзади и сзади-сверху для ручных гранат, фугасных мин. Бортовая броня не защищает М113 от пуль 14,5-мм советского патрона, который используют — пулемёт КПВТ, противотанковое ружьё времён второй мировой ПТРД-41 и другие советские образцы.

### Другие конфликты
Использовались в небольшом количестве Израилем в Октябрьской войне 1973 года, когда основными бронетранспортёрами оставались полугусеничные. M113 «Зельда» были снабжены: 75-й механизированный пехотный батальон, 7-я бронетанковая бригада и 87-й разведбатальон. 87-й разведывательный батальон на вооружении имел 36 БТР M113. Его ждала нелёгкая судьба: в ходе войны весь батальон был уничтожен, последние два бронетранспортёра были подбиты за несколько минут до окончания войны, возле египетского города Исмаилия. Известен случай, когда израильский M113 был выведен из строя одной автоматной пулей. 7-я бригада потеряла почти все свои M113 в безуспешной попытке остановить десант сирийских коммандос в Бук’ате.
В ходе Ливанской войны 1982 года M113 стал основным бронетранспортёром израильской армии. «Зельды» показали склонность к быстрому возгоранию после попадания снаряда. Вследствие чего пехота предпочитала ехать снаружи бронетранспортёра, чем внутри. В течение первых дней потери бронетранспортёров оказались настолько большими, что израильское руководство вывело их из числа передних частей наступления. Всего в ходе операции Израиль потерял 135 бронетранспортёров, по большей части или все из которых были M113.
Турецкие M113 принимали участие в ходе вторжения на Кипр в 1974 году. Несколько бронетранспортёров было потеряно от огня киприотских танков Т-34-85, ещё по крайней мере один был захвачен в качестве трофея. Захваченный M113 использовался «под видом турецкого» во время танкового сражения у Скиллуры.
Применялись Ираном в Ирано-иракской войне. Перед началом войны имелось 575 БТР M113. Известен случай, когда целая дивизия, вооружённая танками и БТР M113 была уничтожена в результате одного удара иракских «мигов». Зафиксированы случаи, когда вооружённые ракетами TOW бронетранспортёры M113 уничтожали иракские танки. За год до окончания войны у Ирана осталось лишь 80 таких БТР. Захваченные бронетранспортёры Ирак продавал в Иорданию.
Применялся в ходе кувейтско-иракской войны в 1990 году. Перед началом войны, армия Кувейта располагала 231-м пулемётным БТР M113 и 56-ю ракетными M901 ITV. В результате двух дней войны армия Саддама Хусейна захватила и уничтожила почти все кувейтские бронетранспортёры. Отступить в Саудовскую Аравию удалось всего лишь немногим машинам. Перед началом операции «Буря в Пустыне», некоторое число M113 было передано изгнанной кувейтской армии из резервов Саудовской Аравии и США. В ходе операции по крайней мере один американский бронетранспортёр по ошибке был уничтожен огнём вертолёта «Апач».
В ходе первого месяца войны в Ираке 2003 года было уничтожено 23 БТР M113. К концу 2006 года на ремонт назад в США было отправлено 160 БТР..
Израиль периодически использует бронетранспортёры M113 «Зельда», арабская сторона использовала небольшое количество ливанских бронетранспортёров. В мае 2004 года палестинцы уничтожили две «Зельды». В первом случае БТР, перевозивший взрывчатку, был поражен из РПГ и взорвался вместе со всем экипажем. Второй подорвался на мине, весь экипаж, шесть человек, погиб. 5 августа 2006 года M113 армии Ливана был уничтожен огнём израильских вертолётов. В июле 2014 израильская «Зельда» была полностью уничтожена палестинской ракетой, погибли семь членов экипажа. Министра обороны Израиля осудили за использование старых, не обеспечивающих защиты M113 в современном конфликте.
Начиная с 2023 года M113 и его модификации активно применяются украинской армией в российско-украинском конфликте. Украинская армия отмечает высокую комфортабельность и ремонтопригодность полученных машин. С другой стороны, многие отмечают высокие безовзратные потери бронетранспортеров от дронов и современных противотанковых средств.

## На вооружении
- Австралия — 416 M113AS4 на вооружении по состоянию на 2024 год[102]. Всего было поставлено 791 M113 различных вариантов[103].
- Албания — 37 M113, по состоянию на 2007 год[104]. Нет на вооружении по состоянию на 2024 год[105].
- Аргентина — 114 M113A2 с 20 мм пушкой, 70 M113A1-ACAV, 204 M113A2 на вооружении по состоянию на 2024 год[106]
- Исламская Республика Афганистан — первые 10 шт. M113A2 были получены в апреле 2005 года[107], по состоянию на 2010 год имелось 173 M113 [108]. Нет на вооружении по состоянию на 2024 год[105].
- Бахрейн — 300 M113A2 на вооружении по состоянию на 2024 год[109]
- Бельгия — 525 M113A1, поставленных США и ещё 514 произведённых по лицензии в варианте БМП[103], из них по состоянию на 2010 год остаётся 747 M113[110]. Нет на вооружении по состоянию на 2024 год[105].
- Бенин — 22 M113 на вооружении по состоянию на 2024 год[111]
- Боливия — более 50 M113 на вооружении по состоянию на 2024 год[112]
- Босния и Герцеговина — 20 M113A2 по состоянию на 2024 год[113]
- Бразилия:
  - Сухопутные войска Бразилии — 198 M113A1, 386 M113BR, 12 M113A2 и 64 M577 на вооружении по состоянию на 2024 год[114]
  - Морская пехота Бразилии — 30 M113A1 на вооружении по состоянию на 2024 год[115]
- Вьетнам — 200 M113 на вооружении по состоянию на 2024 год[116]
- Южный Вьетнам — некоторое количество переданных США в годы Вьетнамской войны машин[117]
- Гаити — Было поставлено 12 M113[118]. Нет на вооружении по состоянию на 2024 год[105].
- Гватемала — 10 M113 на вооружении и 5 M113 на хранении по состоянию на 2024 год[119]
- Германия — 37 M113 различных модификаций на вооружении по состоянию на 2024 год[120]
- Греция — 1846 M113A1/M113A2 и 187 M577 на вооружении по состоянию на 2024 год[121]
- Дания — 670 M113, включая около 250 итальянского производства[103], из них по состоянию на 2010 год оставалось 372 M113[122]. Нет на вооружении по состоянию на 2024 год[105].
- Египет — 2000 M113A2/YPR-765 и 390 YPR-765 с пушкой 25мм на вооружении по состоянию на 2024 год[123]
- Израиль — 500 M113A2 на вооружении и 5000 M113A1/M113A2 на хранении по состоянию на 2024 год[124]
- Иордания — 370 M113A1/A2 MK-1J, 269 M577A2 и 87 YPR-765 PRCO на вооружении по состоянию на 2024 год[125]
- Индонезия — 143 M113A1-B на вооружении по состоянию на 2024 год[126]
- Ирак — около 500 M113A2/Talha на вооружении по состоянию на 2024 год [127]
- Иран — 200 M113 на вооружении по состоянию на 2024 год [128]
- Испания — 433 M113 на вооружении по состоянию на 2024 год[129]
- Италия — 3500 M113, в основном произведённых в Италии по лицензии[118], из них по состоянию на 2010 год остаётся 384 M113[130]. Нет на вооружении по состоянию на 2024 год[105].
- Йемен — 60 M113 было на вооружении по состоянию на 2010 год[131].  Нет на вооружении по состоянию на 2024 год[105].
- Камбоджа — некоторое количество M113 на вооружении по состоянию на 2024 год[132]
- Канада — 235 M113 и 33 M557 на вооружении по состоянию на 2024 год[133]. Всего было поставлено 800 M113[103].
- Колумбия — 28 M113A1 и 26 M113A2 на вооружении по состоянию на 2024 год[134]

- Демократическая Республика Конго — Было некоторое количество на вооружении состоянию на 2007 год[135]. Нет на вооружении по состоянию на 2024 год[105].
- Республика Корея — 420 M113 и 140 M577 на вооружении по состоянию на 2024 год[136]
- Кувейт — 230 M113A2 и 30 M577 на вооружении по состоянию на 2024 год[137]
- Лаос — было поставлено некоторое количество M113[118], сняты с вооружения[138]
- Ливан — 1274 M113A1/M113A2 (включая модификации) на вооружении по состоянию на 2024 год[139]
- Литва — 214 M113A1 и 22 M577 по состоянию на 2024 год[140]
- Ливия — 28 M113 было на вооружении по состоянию на 2010 год[141]. Нет на вооружении по состоянию на 2024 год[105].
- Марокко — 123 YPR-765, 400 M113A1/A2, 419 M113A3 и 86 M577A2 на вооружении по состоянию на 2024 год[142]
- Северная Македония — 27 M113 по состоянию на 2024 год[143]
- Новая Зеландия — было поставлено 66 M113[118], сняты с вооружения[144]
- Норвегия — 315 M113 всех модификаций по состоянию на 2024 год[145]
- Пакистан — 2300 M113A1/A2/P на вооружении по состоянию на 2024 год[146]
- Перу — 120 M113A1 на вооружении по состоянию на 2024 год [147]
- Португалия — 189 M113A1/M113A2 и 49 M577A2 на вооружении по состоянию на 2024 год[148]
- Сальвадор — было поставлено некоторое количество M113[103], сняты с вооружения[149]
- Саудовская Аравия — 1190 M113A4 (включая модификации) на вооружении по состоянию на 2024 год[150]
- Сингапур — более 50 M113A2 Ultra и более 700 M113A1/A2 на вооружении по состоянию на 2024 год[151]
- Сомали — было поставлено некоторое количество M113[152], нет на вооружении по состоянию на 2024 год[105].
- Судан — некоторое количество M113 на вооружении по состоянию на 2024 год[153]. Всего было поставлено 66 M113[152], по состоянию на 2007 год оставалось 42 единицы[154]
- США —  около 4700 M113A2/A3 на вооружении и около 8 000 M113A2/A3 на хранении по состоянию на 2024 год[155].
- Таиланд — 430 M113A1/A3 на вооружении по состоянию на 2024 год[156]
- Китайская Республика — 650 M113A1/A2 и 225 CM-25A1 на вооружении по состоянию на 2024 год[157]
- Тунис — 140 M113A1/M113A2 на вооружении по состоянию на 2024 год[158]
- Турция — 2813 M113/M113A1/M113A2 по состоянию на 2024 год[159]
- Уругвай — 24 M113A1UR на вооружении по состоянию на 2024 год[160]
- Украина — 510 M113 различных модификаций, 137 YPR-765 по состоянию на 2024 год[161], не менее 600 M113 поставлены из США[162][163]
- Филиппины — 42 M113A1, 34 M113A1 FSV, 120 M113A2, 18 M113A2 FSV и 2 YPR-765 на вооружении по состоянию на 2024 год[164]
- Чили — 306 M113A1/A2 на вооружении по состоянию на 2024 год[165]
- Швейцария — 309 M113A2 различных модификаций на вооружении по состоянию на 2024 год[166].
- Эквадор — 20 M113 на вооружении по состоянию на 2024[167]
- Эфиопия — 28 M113 поставлены США до наложения эмбарго[103], сняты с вооружения[168]